# بایگوزینو (شهرستان یانائولسکی، باشقیرستان)
بایگوزینو (انگلیسی: Bayguzino, Yanaulsky District, Republic of Bashkortostan) یک شهرک در شهرستان یانائولسکی استان باشقیرستان کشور روسیه است.